# Circuit d’Ain-Diab
Der Circuit d’Ain-Diab ist eine ehemalige Motorsport-Rennstrecke für die Formel 1, die 1957 südwestlich von Ain-Diab in Marokko gebaut wurde. Er nutzte die existierende Küstenstraße und die Hauptstraße von Casablanca nach Azemmour.

## Geschichte
Die ersten Automobilrennen auf dem temporären Straßenkurs starteten 1952. In diesem und im Folgejahr wurden die 12 Stunden von Casablanca auf dem zuvor lediglich für Fahrradrennen genutzten Kurs ausgetragen. Dabei nutzte der Circuit zumindest eine Gerade des Vorgängerkurses des Circuit d’Anfa der in den 1930er Jahren für Autorennen genutzt wurde.
Der 7,618 Kilometer lange Kurs wurde vom Automobilklub von Marokko entworfen und seine Planung und Aufbau dauerte lediglich sechs Wochen. Im Jahr 1957 wurde hier ein Formel-1-Grand-Prix, der Große Preis von Marokko, ausgetragen, welcher aber nicht zur Weltmeisterschaft zählte. Jean Behra gewann den über 53 Runden ausgetragenen Lauf vor 50.000 Zuschauern auf seinem Maserati 250F im 14 Wagen starken Feld.
Am 19. Oktober 1958 war der Große Preis von Marokko das Finale der Formel-1-Weltmeisterschaft 1958. Das Rennen gewann der Brite Stirling Moss. Jedoch reichte seinem Konkurrenten Mike Hawthorn der zweite Platz, um sich den Titel mit einem Punkt Vorsprung zu sichern. Das Rennen wurde vom schweren Unfall von Stuart Lewis-Evans überschattet. Evans starb sechs Tage später an seinen Brandverletzungen.
Im Rahmenprogramm des Rennens fanden die 2 Stunden von Casablanca, ein Touren- und Sportwagenrennen statt, die Antoine Ciancanelli auf einem Alfa-Roméo Véloce gewinnen konnte.
Aufgrund der Unfälle verzichtete die Formel 1 im Folgejahr darauf erneut auf dem Kurs anzutreten.

## Statistik

### Alle Sieger von Formel-1-Rennen in Ain-Diab
| Nr. | Jahr | Fahrer        | Konstrukteur | Motor   | Reifen | Zeit        | Streckenlänge | Runden | Ø-Tempo      | Datum       | GP von  |
| --- | ---- | ------------- | ------------ | ------- | ------ | ----------- | ------------- | ------ | ------------ | ----------- | ------- |
| 1   | 1958 | Stirling Moss | Vanwall      | Vanwall | D      | 2:09:15,1 h | 7,618 km      | 53     | 187,427 km/h | 19. Oktober | Marokko |